# Élection présidentielle américaine de 1892 dans l'Ohio
 (décembre 2023).
L'élection présidentielle américaine de 1892 dans l'Ohio a lieu le 8 novembre 1892 comme dans les 43 autres États qui composent alors les États-Unis. Les électeurs ohioains choisissent des grands électeurs pour les représenter dans le collège électoral à travers un vote populaire. L'Ohio dispose en 1892 de 23 grands électeurs. L'État donne 22 de ses grands électeurs au président des États-Unis sortant Benjamin  Harrison et un seul à son adversaire démocrate, l'ancien président Grover Cleveland. 
Le candidat vainqueur de ce scrutin dans tout le pays sera néanmoins Cleveland, qui débutera un second mandat non consécutif à la présidence des États-Unis le 4 mars 1893 et restera en fonctions jusqu'au 4 mars 1897, date à laquelle William McKinley lui succédera. 
Harrison restera le dernier président sortant jusqu'à Donald Trump en 2020 à obtenir une majorité de voix dans l'Ohio tout en échouant dans sa tentative de réélection.